# التحنيط عند المصريين القدماء

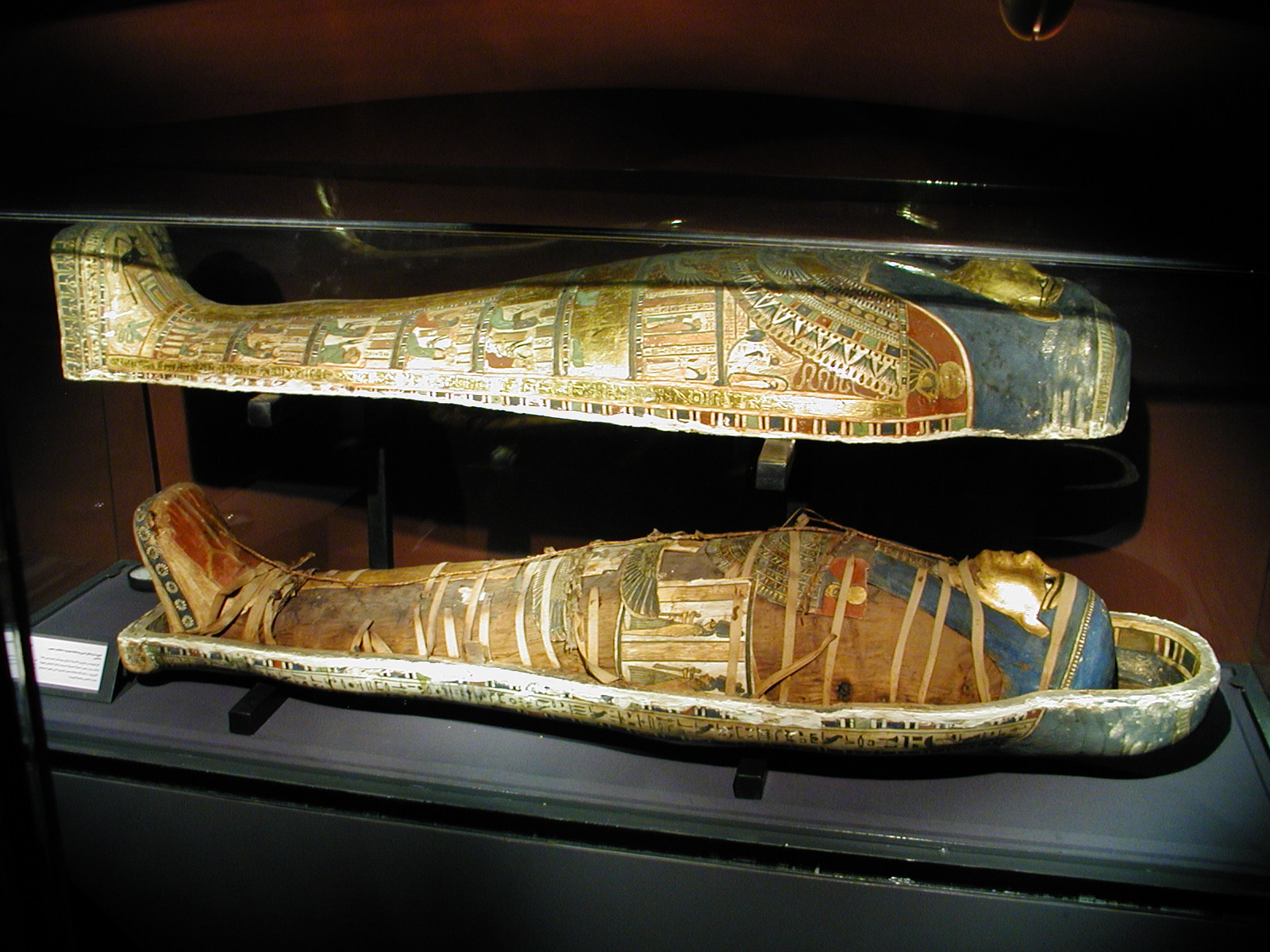

التحنيط عند المصريين القدماء لم ترتبط الديانة المصرية بعقيدة البعث والخلود بل ظنّوا بأن الموت هو باب للعبور إلى عالم الحياة الدائمة وكانو مولعين بها فلقد أسموها حياة الجنة الأبدية، مما جعل المصريين يبحثون عن طريقة لسر الخلود  فقاموا باختراع فن التحنيط، فكلمة التحنيط حولها علامات استفهام وملامح غموض عندما تذكر بين الناس، فالتحنيط هو أحد الأسرار الذي اختص به فئة من المصريون القدماء وحاولوا حفظ هذا السر ومحاولة عدم اطلاع أي إنسان من الدول المجاورة عليه لكن السر لم يستمر حتى النهاية إذ تمكن الباحثون من التعرف على هذه الأسرار عن طريق سجلات الكتاب والمؤرخون الكلاسيكيون الذين زاروا مصر والمعلومات التي قدمها العلم الحديث من خلال الاطلاع على الجثث وتحليلها وما عثرفي القبور من أدوات و عقاقير تستخدم في التحنيط، فالحقيقة رغم تقدم فن التحنيط إلا أن طرق التحنيط الجيدة من الدرجة الأولى والثانية بقيت حكرا على الملوك والأمراء والأغنياء من الناس، أما المصريين العاديين فلم تحنط جثثهم بهذه الطرق بسبب تكاليفها الباهظة فلجأ المصريون لاختراع طريقة ثالثة للتحنيط رخيصة الثمن لهم لكنها لم تحافظ على سلامة الجثة مدة طويلة.

## معلومة إضافية
في بداية الحديث عن فن التحنيط هو فن برع فيه القدماء المصريون، ومعنى كلمة التحنيط هو حفظ جثث الموت لتبقى سليمة لفترات طويلة، أما مصطلح مومياء الذي نطلقه على الجثث التي عثر عليها في مصر فهو مفهوم يطلق على جثة أي كائن حي سواء حيوان أو إنسان، وفي الوقت الحالي لقد ظهرت أنواع أخرى من التحنيط مثل : حفظ الأجساد بالتبريد، وحقن الشرايين بسائل قاتل للميكروبات لينشر في الجسم ويحفظه من التحلل.

## التطور في عملية التحنيط
أولا: في الدولة القديمة : كان التحنيط يتم عن طريق تفريغ البطن ثم ملأة بالتوابل والراتينج ثم يلف الجسد بالكتان.
ثانيا : في الدولة الوسطى :كانت طريقة التحنيط باهضة الثمن باستخدام الصموغ ذات الرائحة والتوابل والراتينج وبإزالة المخ والأعضاء الداخلية ثم ينقع في مادة النطرون لمدة 70 يوما، وحاولوا حفظ الجسد بدون فتحة عن طريق حقن الجثة بزيت خشب الأرز ومادة التربنتين. 

## ملحقات التحنيط
بالإضافة إلى أدوات التحنيط وجدت ملحقات أخرى وهي :

### 1-التوابيت والنعوش
هي أحد الطرق للحفاظ على الجثة من خلال وضعها داخل وعاء من خشب أو قش مجدول وهو يسمى بالتابوت، ففي الأسرة الثالثة كان عبارة عن صناديق مستطيلة من الحجر الجيري الأبيض وكانت تخلوا من الزخارف، أما في عصر الدولة القديمة فلقد اقتصرت على تسجيل اسم صاحب الجثة وألقابه على التابوت، ففي الدولة الحديثة لقد تغيرت مواضع الزخارف فقط لا بنيتها. معجزة التحنيط لدى المصريين القدماء,عبد العاطي, حمادة ,دار سعادة الصباح

### 2-اللفائف الكتانية:
هي عبارة عن قماش ناعم،استخدمت في صنع الملابس الفاخرة التي لبسها الكهنة وأيضا استخدمت في لف وتدثير المومياوات المحنطة. 

### 3- التمائم والجعارين
هي تمائم سحرية في محولة المصرين لحماية موتاهم عن طريق وضعها بين طيات اللفائف التي تلف الجثة لحمايته في العالم الآخر مثل تميمة التاج الملكي. 

### 4- سريرالتحنيط
كان جسد الميت يمدد على السرير وينحدر تدريجيا باتجاه القدم وقد صنعه من الحجر وهويحاكي بقوائمه ومقدمه شكل الأسد. 

### 5- الأواني الكانوبية
كانت الأحشاء الداخلة التي تم نزعها من الجسد تحفظ في أربع حاويات، ولقد أطلق عليها اليونانيون هذا الأسم بسبب أغطيتها التي أخذت أشكال آدمية أو حيوانية،و وجدت أقدم الأواني في مقبرة الملكة مرسى عنخ والتي كانت تصنع من الحجر الجيري أو الألباستر ولكنه أخذ في التغيير آخذا أشكال مختلفة من الرؤوس الآدمية. 

## خطوات التحنيط
لقد اختلف الباحثون في عدد هذه الخطوات،بعضهم قال أنها 13 خطوة والآخر قال أقل،لكن هذه الخطوات موجودة في البرديات وفحص المومياوات المصرية وتتركز في ست خطوات : 

### 1- الغسل والتطهير
يقوم المحنطون بغسل المتوفي وتنظيفه من الأوساخ بوضعه في حوض الغسل، ونعتمد في هذه المرحلة على مناظر مقبرة جحوتي ـحتب بالبرشا (القرن 20 ق.م)،الهدف من الغسل بالماء وملح النطرون أي أنه يساعد على البعث والولادة. 

### 2- نزع المخ والأحشاء
قام المحنط بامتصاص الماء من جسم المتوفي ونزع الأحشاء على حدة ليجففها وقد نزع المخ أولا ثم أعضاء البطن والصدر. وقد ورد في احدي قنوات اليوتيوب وتسمي «ترويتات للفرعونيات» انها
كانت بمثابة اولي خطوات التحنيط التي كان يتبعها المصري القديم قبل الغسل والتطهير

#### أولا: نزع المخ
يقوم المحنطون بنزع المخ من خلال العظمة المصفوية أو من فتحة خلف العنق، يستخدم المحنط آلة نحاسية طويلة ويحسرها داخل جمجمة المتوفي ويحرك الطرف الآخر الموجود خارج الجسد ويقوم بقطعه قطع صغيرة ليخرجها من فتحتي الأنف، وعند الانتهاء من تفريغ الجمجمة من النسيج يقوم بوضع سائل مستخرج من أشجار الصنوبر من خلال ادخاله عن طريف الأنف. 

#### ثانيا: استخراج الأحشاء
يقوم المحنط باخراج الرئتين والمعدة والأمعاء والكبد والكليتين عن طريق شق فتحة في الجانب الأيسر من البطن، ويضع هذه الأعضاء في ملح النطرون ويدهنها بزيت الأرز ويلفها بالكتان ويضعها في الآنية الكانوبية، وثم يقوم بارجاع القلب والكليتين في جسد المتوفي لأن القلب له دور في العالم الآخر كوضع النيات. 

### 3 - وضع مواد الحشو
تقوم هذه المرحلة بالدور الذي قصد اليه المحنط في حال اكتمال 70 يوما. 

#### أولا :مواد الحشو المؤقتة
هذه المواد توضع في جسد الميت ولا تنزع منه لأنها تقتل البكتيريا ولكن تنزع من الجسد بعد عملية التجفيف وهي ثلاثة أنواع من لفافات الكتان وهي :لفافات بها ملح النطرون لتمتص المياه، لفافات كتان تمتص السوائل المتبقية، لفافات كتان تضم مواد عطرية. 
ثانيا :مواد الحشو الدائمة
هي مواد حشو تبقى للأبد ومنها : ملح النطرون، نشارة الخشب، المر والقرفة، لفافات كتانية مغموسة بالراتنج الصمغي، البصل.  

#### ثالثا :مواد حشو تحت الجلد
هي توضع تحت جلد الميت تعطي الجسد ملامحه عندما كان حيا لتستطيع الروح التعرف عليه، توضع في الطبقة الوسطى من البشرة هي الآدمة ومن هذه المواد: الطين، الكتان، الرمال، نشارة الخشب، زبدة وصودا، هذه المواد توضع من خلال فتحات في الذراعين والساقيين والظهر. 

### 4 - التجفيف:
يلقي المحنط كميات كبيرة من ملح النطرون على جسد الميت لمد40 يوما لتخليص الجسم من وزن الجسد وهو الماء، وتخليصه أيضا من الأطعمة التي تناولها المتوفي، وملح النطرون يتكون من كربونات وبيكربونات وكلوريد وسلفات الصوديوم لذلك هويلعب دور مهم في عملية التجفيف، في هذه المرحلة كان المتوفي يوضع على سرير حجري مائل وفي أعلى أعلى سطح السرير توجد قناة تتجمع فيها المياه من الجسد ثم تتجمع في حوض أسفل السرير، بعد انتهاء مدة التجفيف يقوم المحنط بازالة ملح النطرون واستخراج مواد الحشو المؤقتة. 

### 5- صب الزيوت والدهون
تعالج هذه الخطوة التغيرات الجسدية بعد التجفيف مثل لون الجسد واحتراق أنسجة الجلد وانكماش الدهون أسفل الجلد، ويقوم المحنط بصب سائل أبيض مغلي وهو الراتنج على جسد الميت، المواد المستخدمة في هذه الخطوة :الراتنج، زيت الأرز، دهان مرحت، شمع النحل، زيت التربنتين، ولقد استغرق المحنط عشرة أيام للقيام بدهن الميت ولفه بالكتان والملابس، وبعد انتهاء المحنط من صب الزيوت يقوم بغلق فتحات الجسد مثل العيان، الاذنان، فتحتا الأنف والفم بالضغط على العينين لتسقط ويضع فوقها قشرة بصل لمنع البكتريا، ويسد فتحتي الأذن والأنف بأقراص الراتنج، ويعالج الفم بملئه بالكتان ثم يلصق الشفتين بشمع النحل، أما فتحة التحنيط  تخوف المحنط من دخول الأرواح الشريرة فكان يلصق على الفتحة تميمة العين الحامية (عين حورس) أما شفتا الفتحة قام بتخييطها باوتار الكتان وإلصاقهما بشمع النحل. 

### 6 - التكفين
بعد وضع صبغ الوجه ووضع الباروكات والصنادل والحلي يقوم الكاهن (سشمو) بعد ذلك بلف الجسد أسبوعين بالكفن ويصاحب كل لفة قراءته لتعويذة وتهدف هذه المرحلة إلى توفير حماية إضافية للجسد لمنع التحلل، يلون الكفن باللون الأحمر وتنتهي خطوات التحنيط بوضع القناع على وجه المتوفي ومن ثم يقوم المشرف على قراءة التعاويذ من كتاب الموتى ودفن الجسد المحنط. 

## أنواع المواد والعقاقير التي كانت تستعمل في التحنيط

### النطرون
هي مادة تتكون من بيكربونات وكربونات الصوديوم وهي توجد في وادي النطرون وعندما يتبخر البحيرات تتكون طبقة بيضاء من الملح وهي النطرون، استخدمتها الأسرة الرابعة لتجفيف الجثث. 

### القار
هي مادة توضع في جوف جسم الإنسان المحنط لحفظه من التحلل وجدت بعد الأسرة الحادية والعشرين. 

### المواد الراتنجية
هي من المواد الأساسية في التحنيط وهي عبارة عن زيت ثخين مأخوذ من عصارة جذع النباتات من أنواعه : الصمغ والمر. 

### شمع النحل
استخدمت هذه المادة في عملية التحنيط لقفل العينيين والأنف والفم ولصق الجرح وكمادة أشبه بالعازلة. 
خيار شنبرد (الكاسيا ) و القرفة : هي قشور مجففة من أشجار في الهند والصين وهي عبارة عن بهارات تستخدم كمواد مجففة. 

### النباتات
مثل استخدام البصل للحفاظ على الجثة من العفن والتمر لتجفيف جوف الجثة واستخدام أنواع الأزهار لتعطير الجثة، ومن المواد النباتية هي نشارة الخشب والكتن لحشو جوف الجسم ونبات الحناء لتجميل الجثة. 
العقاقير ذات الروائح الزكية : هي تستخدم كمواد معطرة ومنها زيت الزيتون واللبان وصمغ الراتنج كالمر. 

### الملحُ (كلوريد الصوديوم)
يستخدم كبديل عن النطرون فهو يوجد في النطرون بنسبة 50%. 

## فئة التحنيط ومكان العمل

### أولا: فئة التحنيط
إن المعلومات عن دور المحنطين وألقابهم غير دقيقة بسبب سر هذه المهنة، ولكن من خلال ما ذكره هيرودوتس وديودورس الصقلي وما عثر من آثار كتابية تبين أن فئة خاصة من الكهنة كانت تقوم بعمية التحنيط من خلال تعلم وتورثت هذه المهنة من اللآباء والأجداد، وكان للمحنطين رئيس يشرف عليهم وهو الذي يحدد تكلفة تحنيط الجثة، وكان المحنطون يتقاسمون الاختصاصات في عملية التحنيط وكانوا يلبسون قناع على هيئة رأس ابن أوى. 

### ثانيا: مكان العمل:
تتم عملية التحنيط في معبد خاص وهو معبد التحنيط الذي يوجد فيه الأدوات اللازمة للتحنيط والآلات الحادة وأنواع الزخارف وغيرها، ويقسم هذا المعبد إلى ثلاثة أقسام وهي : 
ـ القسم الأول : هو مكان يسمح للأقارب المتوفي بالدخول فيه للاتفاق مع رئيس المحنطين.
ـ القسم الثاني : هو مكان خاص بالمحنطين فقط.
ـ القسم الثالث : هو مكان لتسليم الجثة المحنطة إلى ذويها.